# Dimitrie Prelipcean
Dimitrie Prelipcean (n. 18 noiembrie 1927, comuna Horodnic de Jos, județul Suceava – d. 29 iulie 1987, Câmpina) a fost un scriitor român.
A trăit ultimii ani din viață la Câmpina unde și-a scris cea mai mare parte a operei sale.
A avut un singur copil, un băiat, Horia Ovidiu Prelipcean - membru marcant al diasporei din Chișinău.
Artist de o sensibilitate deosebită, a descris plaiurile natale, a creat o imagine realistă a evenimentelor din perioada 1944 - 1953 a României din perioada comunistă și a perioadei în care s-a instaurat comunismul în zona Rădăuți.

## Opera
- Drumuri și popasuri
- A fost odată
- Iubiri neîmplinite